# Ультрафиолетовый индекс
Ультрафиоле́товый индекс, УФ-индекс, УФИ (англ. UV Index) — показатель, характеризующий уровень ультрафиолетового излучения (УФ-излучения) в спектре солнечного света. УФ-индекс позволяет оценить опасность ультрафиолетового излучения Солнца для кожи человека. Сообщение УФ-индекса является средством предупреждения населения об опасности от УФ-излучения и о необходимости использовать солнцезащитные средства.
Значение УФ-индекса в пределах 0–2 указывает на безопасный уровень ультрафиолетового облучения, при котором можно неограниченное время находиться вне помещения. УФ-индекс 8 и выше обозначает высокую опасность, когда желательно оставаться в помещении, а на улице необходимо использовать средства защиты от солнца или (и) находиться в тени.

## Описание

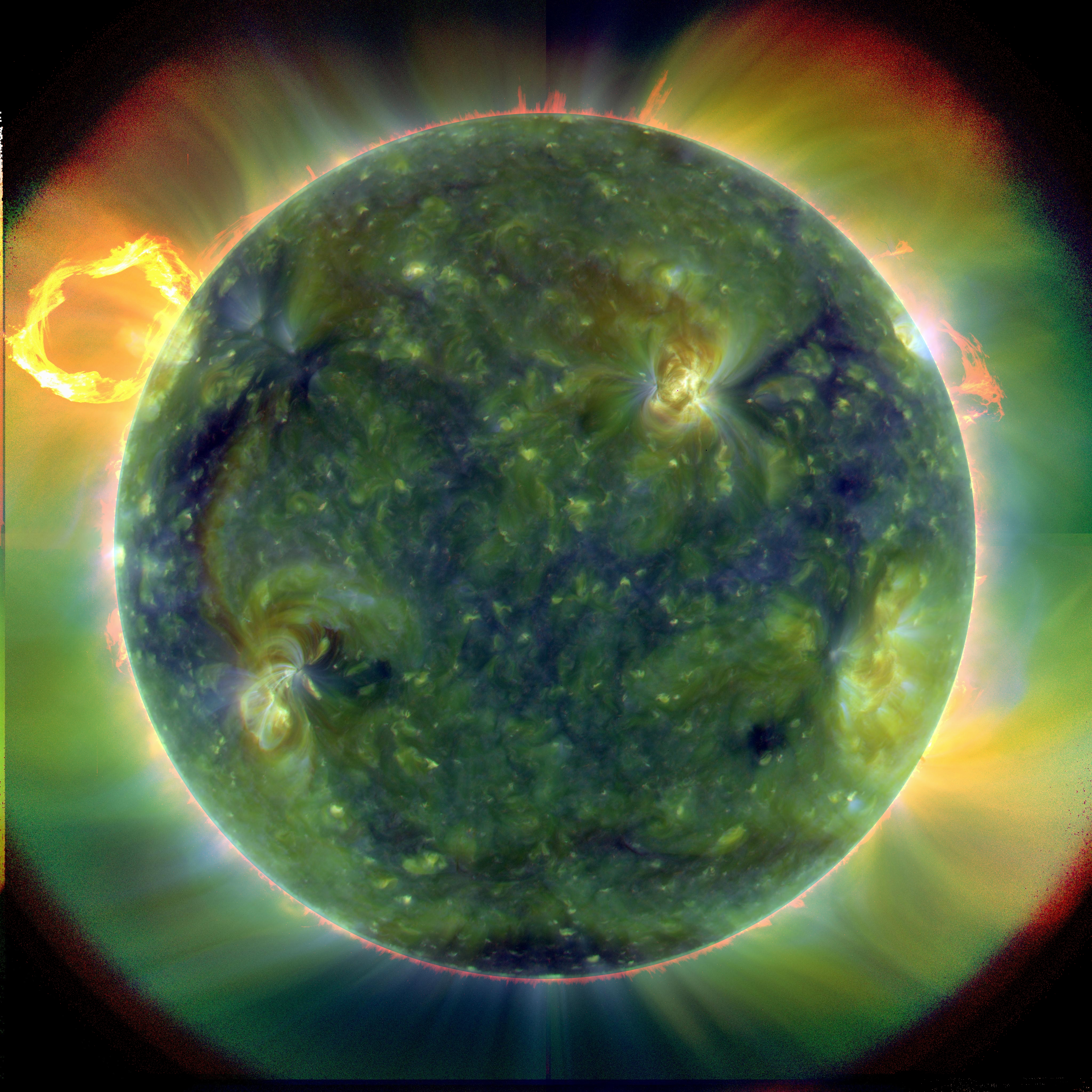
Ультрафиолетовое излучение Солнца

Ультрафиолетовый индекс разработан Всемирной организацией здравоохранения, Программой ООН по окружающей среде и Всемирной метеорологической организацией. Он описывает опасность ультрафиолетового излучения Солнца для кожи человека. Это излучение может вызвать ожог, а также увеличивает риск онкологических заболеваний кожи как минимум у людей со светлой кожей.
Уровень ультрафиолетового излучения зависит от географической широты. Например, УФ-индекс для Санкт-Петербурга в ноябре-январе равен нулю, в июне-июле — пяти. В Сингапуре УФ-индекс равен 13 в марте-апреле и 10 — в декабре.
В одном и том же месте его уровень различен в разные сезоны и в разное время суток. Максимум солнечного ультрафиолета наблюдается с 10 до 16 часов.
Уровень УФ излучения зависит от толщины воздуха, через который проходят солнечные лучи. Он выше в полуденные часы и ниже утром и вечером, минимален во время сразу после восхода и непосредственно перед закатом.
Около 60 % суточной дозы ультрафиолета приходится на период между 10 и 14 часами. Чистый снег отражает до 80% падающего на него ультрафиолета. Около 90% ультрафиолета проходит сквозь лёгкую облачность.
Находящиеся в помещении люди получают 10–20 % от дозы ультрафиолета, которую они бы получили, находясь вне помещения. Люди, находящиеся вне помещения в тени — около 50 % того, что получают находящиеся под прямыми солнечными лучами.
Шкала УФ-индекса — от 0 до 13, где ноль означает полностью безопасный уровень ультрафиолетового излучения, а уровни 11 и выше означает очень высокую опасность для человека.
В горной местности на каждые 300 метров высоты количество УФ излучения увеличивается на 4 %.
УФ-индекс соответствует солнечному ультрафиолетовому излучению в период 12—14 часов.
Во многих странах УФ-индекс сообщается в прогнозе погоды, как правило, в летние месяцы.
| УФ-индекс | Цветовое обозначение | Риск для взрослого человека | Рекомендации |
| --------- | -------------------- | --------------------------- | --- |
| 0–2       | Зелёный — PMS 375    | Низкий                      | Меры защиты не нужны. Для большинства людей нет опасности вне помещений. |
| 3–5       | Жёлтый — PMS 102     | Умеренный                   | Необходима защита. В полуденные часы желательно находиться в тени или в помещении, а вне помещения нужно использовать солнцезащитную одежду, шляпу с широкими полями и УФ-защитные очки, открытую кожу рекомендуется защищать кремом SPF 15+ каждые 1,5 часа или после каждого купания или обильного потоотделения. |
| 6–7       | Оранжевый — PMS 151  | Высокий                     | Необходима защита. Обязательно используйте солнцезащитные средства, сократите время нахождения под солнечными лучами в период с 10 до 16 часов. |
| 8–10      | Красный — PMS 032    | Очень высокий               | Необходима усиленная защита. Обязательно используйте солнцезащитные средства, минимизируйте время нахождения под солнечными лучами в период с 10 до 16 часов. |
| 11+       | Фиолетовый — PMS 265 | Чрезмерный                  | Нужна максимальная защита. Обязательно используйте сильные солнцезащитные средства, избегайте нахождения под солнечными лучами. Глаза и открытая кожа могут получить повреждения за считанные минуты. |

## Значение для здоровья
Ультрафиолетовое излучение в небольших дозах полезно для человека — под воздействием ультрафиолета в коже образуются витамин D (предупреждает рахит, улучшает работу иммунной системы, участвует в регулировке кровяного давления), меланин (защищает кожу и улучшает её эластичность) и серотонин («гормон настроения»). Однако чрезмерное ультрафиолетовое облучение, особенно УФ-лучами диапазонов B и C, опасно для глаз и кожи ожогами и риском развития рака кожи и меланомы. Особенно опасно вредное воздействие ультрафиолета на детей.
Информирование населения об опасности сильного солнечного света и чрезмерного ультрафиолетового облучения, сообщение УФ-индекса через СМИ, туроператоров и по других каналам информирования помогает людям узнать о риске, способствует использованию населением солнцезащитных средств, что позволяет снизить риск возникновения онкологических заболеваний и, в итоге, снизить нагрузку на систему здравоохранения и затраты на медицинскую помощь. Международный проект ИНТЕРСАН (англ. INTERSUN) предназначается для распространения информации о вреде солнечного и искусственного ультрафиолета и о способах сделать солнечные ванны и загар в соляриях безопасными.
Избегая излишнего облучения людей ультрафиолетом, можно избежать до 4/5 случаев рака кожи.